# Altingiovité

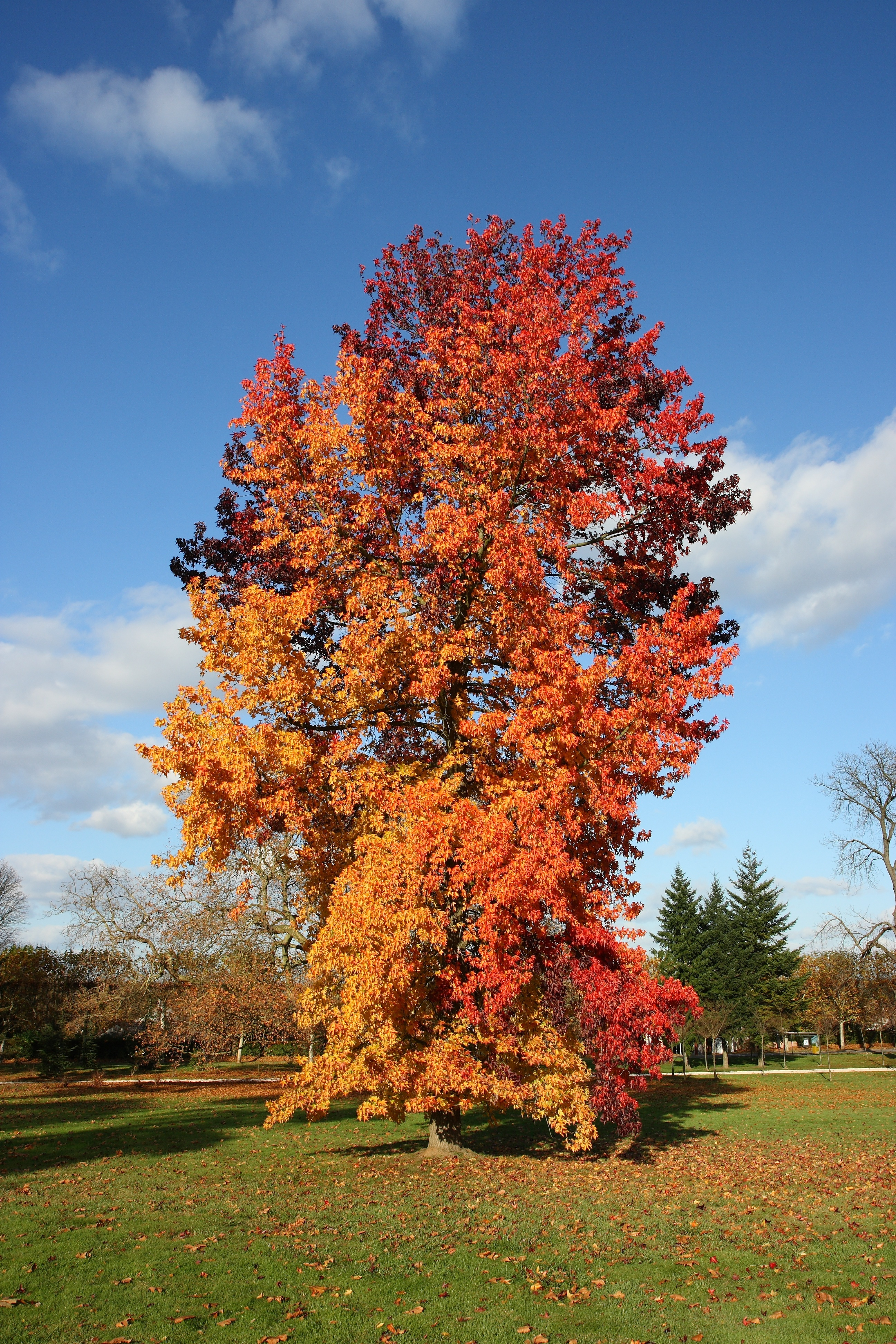
Podzimní zbarvení ambroně západní

Altingiovité (Altingiaceae) je čeleď dvouděložných rostlin z řádu lomikamenotvaré (Saxifragales). Jsou to stromy s jednoduchými střídavými listy a jednopohlavnými téměř bezobalnými květy uspořádanými v hlávkách či jiných typech květenství. Do čeledi jsou tradičně řazeny 2 rody: ambroň (Liquidambar) a altingie (Altingia), podle výsledků molekulárních studií náležejí všechny druhy do rodu Liquidambar. Většina druhů této čeledi roste v Asii, ambroň západní pochází ze Severní a Střední Ameriky. Ambroň západní je v České republice vysazována jako okrasný strom. Altingie i ambroně jsou těženy pro kvalitní dřevo a poskytují vonné pryskyřice.

## Popis
Zástupci čeledi jsou opadavé nebo stálezelené jednodomé stromy se střídavými jednoduchými listy. Listy jsou řapíkaté, s celistvou nebo dlanitě členěnou, na okraji pilovitou nebo řidčeji celokrajnou čepelí a s opadavými palisty které po opadu zanechávají drobné jizvy. Žilnatina je dlanitá nebo zpeřená. V listech i větévkách jsou přítomny mléčnice.
Květy jsou jednopohlavné. Samčí květy jsou bezobalné, ve vrcholových hroznech, latách, hlávkách nebo klasech. Obsahují zpravidla mnoho (výjimečně jen 4) tyčinek s krátkými až chybějícími nitkami. Samičí květy jsou v kulovitých hlávkách, mají neustálený počet okvětních lístků (12 až 50), redukovaných na šupinky. Semeník je polospodní, srostlý ze dvou plodolistů. Obsahuje 2 komůrky s mnoha vajíčky. Plodem je dřevnatá tobolka pukající 2 chlopněmi.

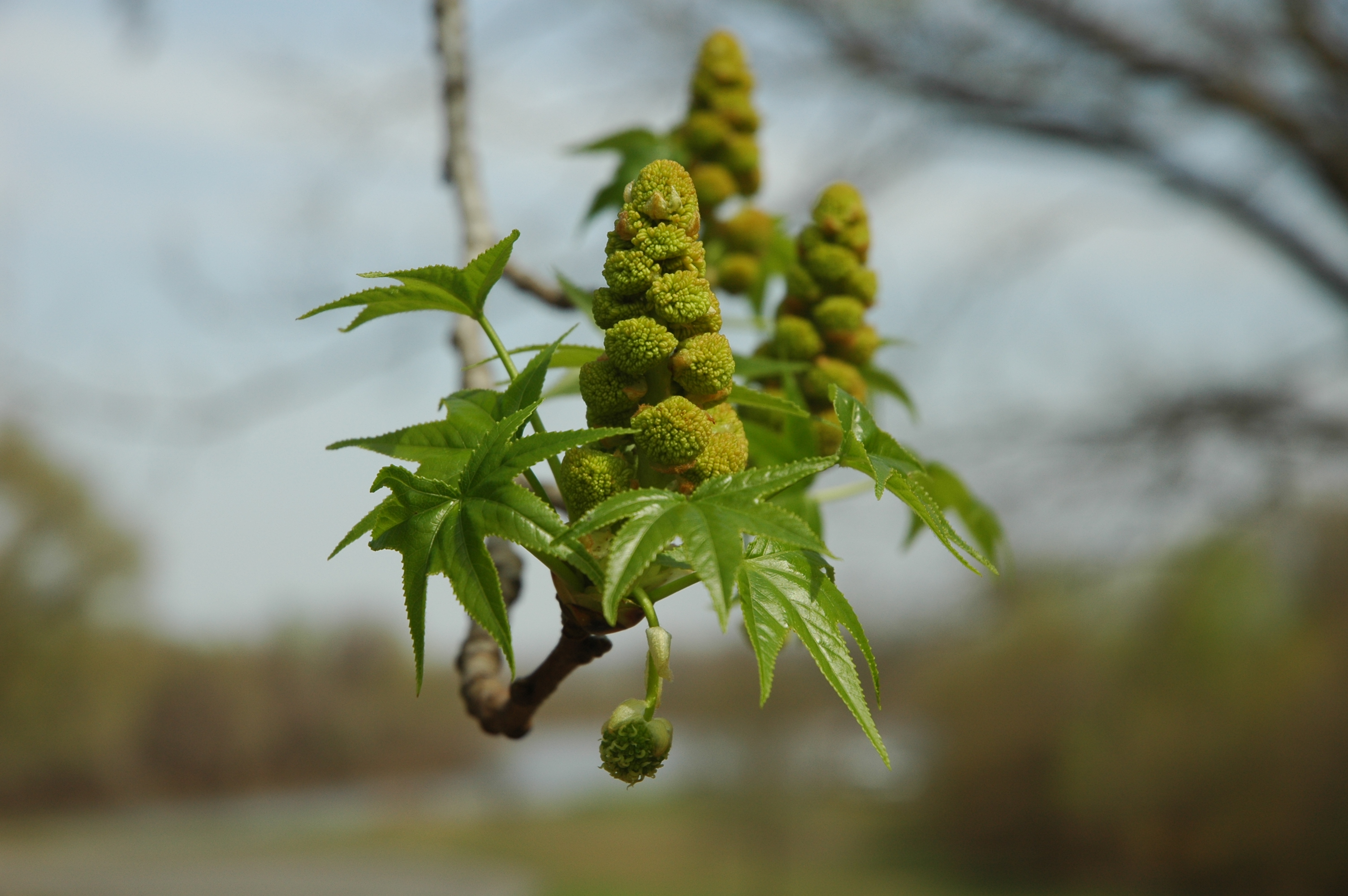
Květenství ambroně západní
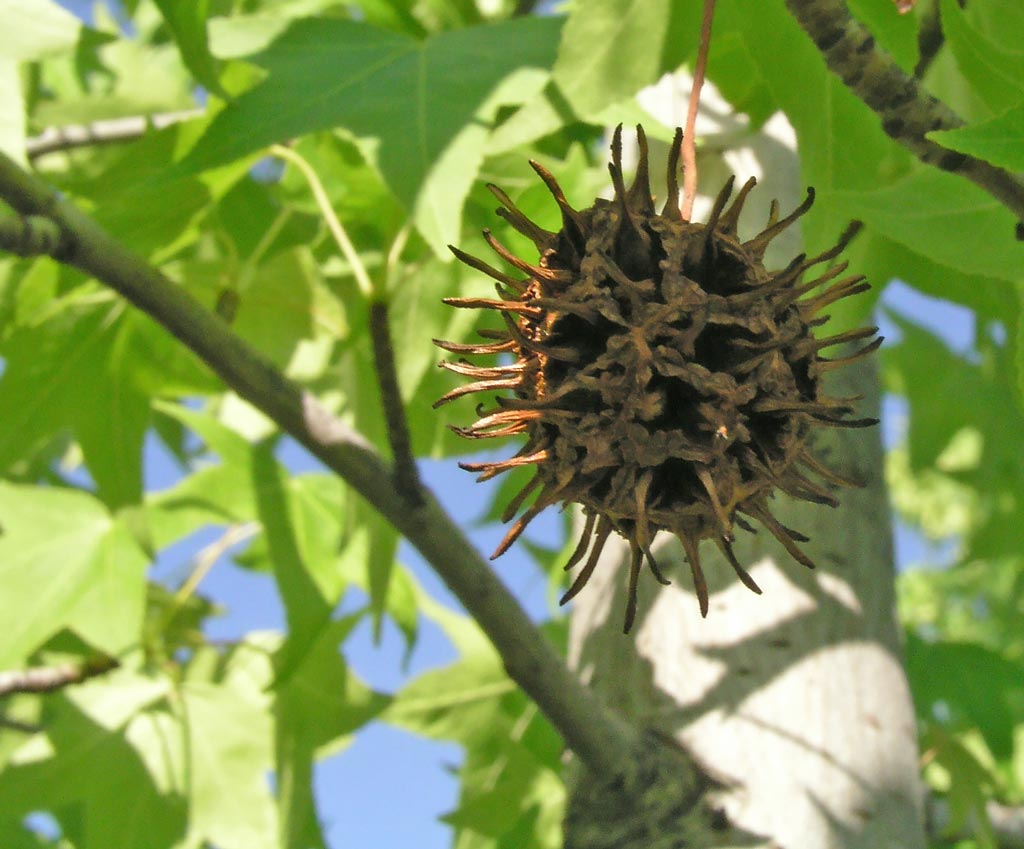
Plodenství ambroně západní
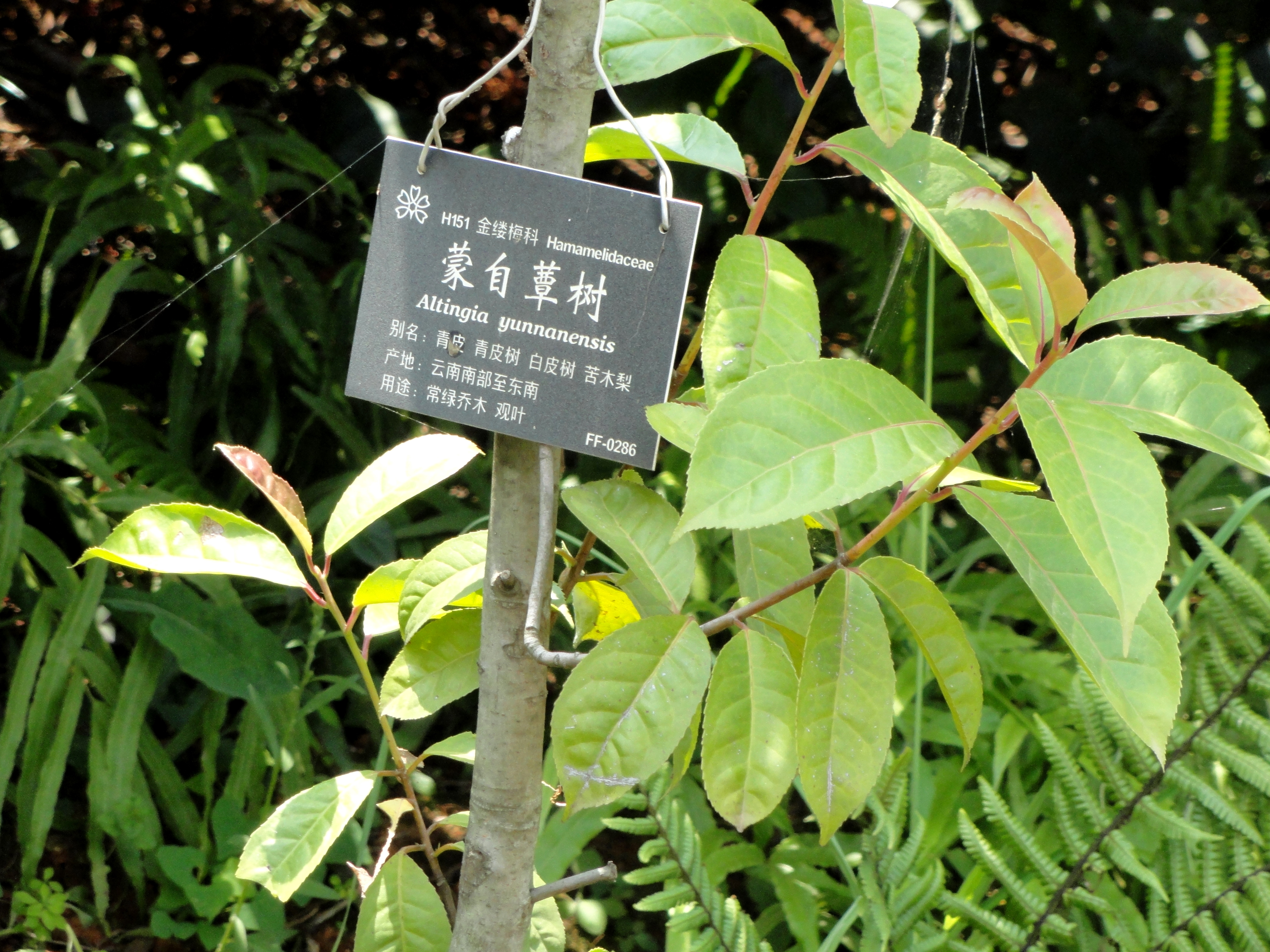
Větev altingie Altingia yunnanensis

## Rozšíření
Čeleď zahrnuje 16 druhů ve 2 rodech a vyskytuje se v Asii a Americe. Rod altingie zahrnuje 11 druhů a je rozšířen v Asii od Indie a Číny po Vietnam a Indonésii. Rod ambroň má 5 druhů a vyskytuje se v jihozápadní Asii (ambroň východní) a východní Asii. Jediný druh, ambroň západní, je rozšířen v Americe od jihovýchodních oblastí USA po Střední Ameriku.

## Prehistorie

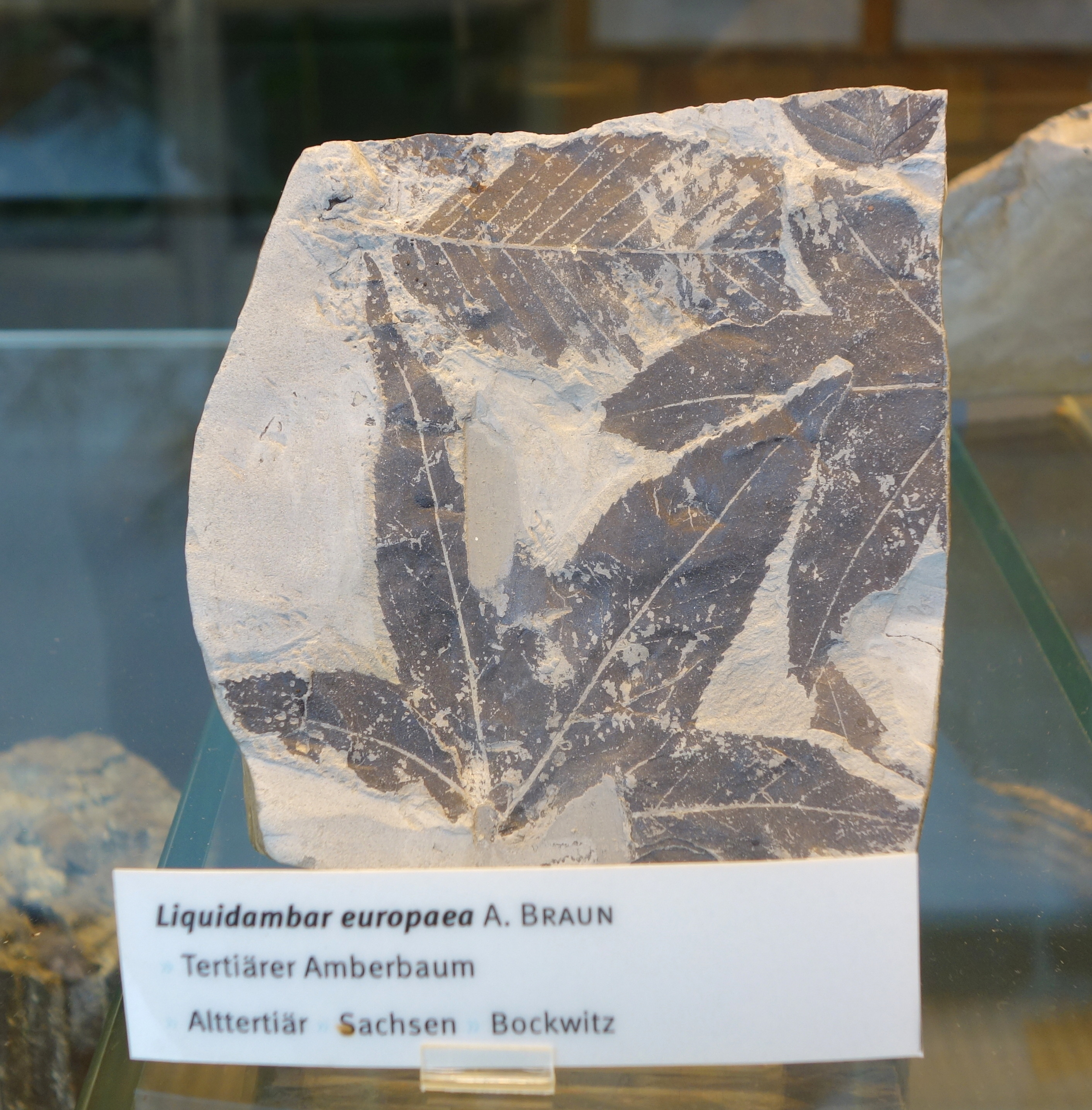
Fosilní ambroň † Liquidambar europaea

Fosílie přiřazované rodu Liquidambar jsou známy již ze svrchní Křídy. Z miocénu je znám druh † Liquidambar changii. Z období třetihory|třetihor pocházejí také příbuzné rody † Evacarpa a † Microaltingia. V České republice byla nalezena prokřemenělá dřeva pocházející z období oligocénu, strukturou podobná ambroni. Druh byl popsán jako † Liquidambaroxylon.

## Taxonomie
Ve většině systémů byly rody altingie (Altingia) a ambroň (Liquidambar) řazeny do čeledi vilínovité (Hamamelidaceae). Molekulární výzkumy skupiny APG prokázaly, že v takovém pojetí by byla tato čeleď parafyletická, a tyto dva rody byly vyčleněny do samostatné čeledi.
Při molekulárních studiích se zjistilo, že rod Altingia tvoří vývojovou větev uvnitř rodu Liquidambar a pokud mají být všechny taxony monofyletické, je třeba všechny druhy altingie vřadit do rodu Liquidambar.
V roce 2013 byla zveřejněna studie, v níž je rod Altingia zrušen a všechny druhy jsou přeřazeny do rodu Liquidambar. Morfologické rozdíly mezi oběma rody jsou vysvětlovány přizpůsobením se jinému způsobu opylování. Navíc bylo zjištěno, že bývalý rod Semiliquidambar, vykazující intermediální znaky mezi oběma rody, je ve skutečnosti hybridogenního původu. Převážná většina sekundárních zdrojů však zatím tuto změnu v taxonomii nereflektuje.

## Zástupci
- altingie (Altingia, syn. Liquidambar)
- ambroň (Liquidambar)[7]

## Význam
Ambroň západní (Liquidambar styraciflua) je atraktivní okrasná dřevina ceněná zejména pro červené podzimní zbarvení listů. Je pěstována v různých okrasných kultivarech i v České republice.
Ambroň východní (Liquidambar orientalis), strom původní v jihozápadní Asii, je zdrojem vonného balzámu nazývaného styrax a používaného v lékárnictví, potravinářství a parfumerii. Tento druh je vzácně pěstován i v nejteplejších oblastech České republiky. Ambroně poskytují rovněž kvalitní dřevo.
V jihovýchodní Asii patří altingie k vyhledávaným druhům dřeva a používají se k znovuzalesňování. Místně je také využívána aromatická pryskyřice, vytékající z kmene při poranění.